# Чирильяно
Чирильяно (італ. Cirigliano) — муніципалітет в Італії, у регіоні Базиліката, провінція Матера.
Чирильяно розташоване на відстані близько 350 км на південний схід від Рима, 45 км на південний схід від Потенци, 50 км на південний захід від Матери.
Населення — 380 осіб (2014).
Щорічний фестиваль відбувається 25 липня. Покровитель — San Giacomo.

## Демографія
Населення за роками:

Станом на 1 січня 2023 року в муніципалітеті офіційно проживали 22 іноземці з 8 країн, серед них 13 громадян країн Євросоюзу.

## Сусідні муніципалітети
- Аччеттура
- Горгольйоне
- П'єтрапертоза
- Стільяно